# Iwan Petrowitsch Argunow

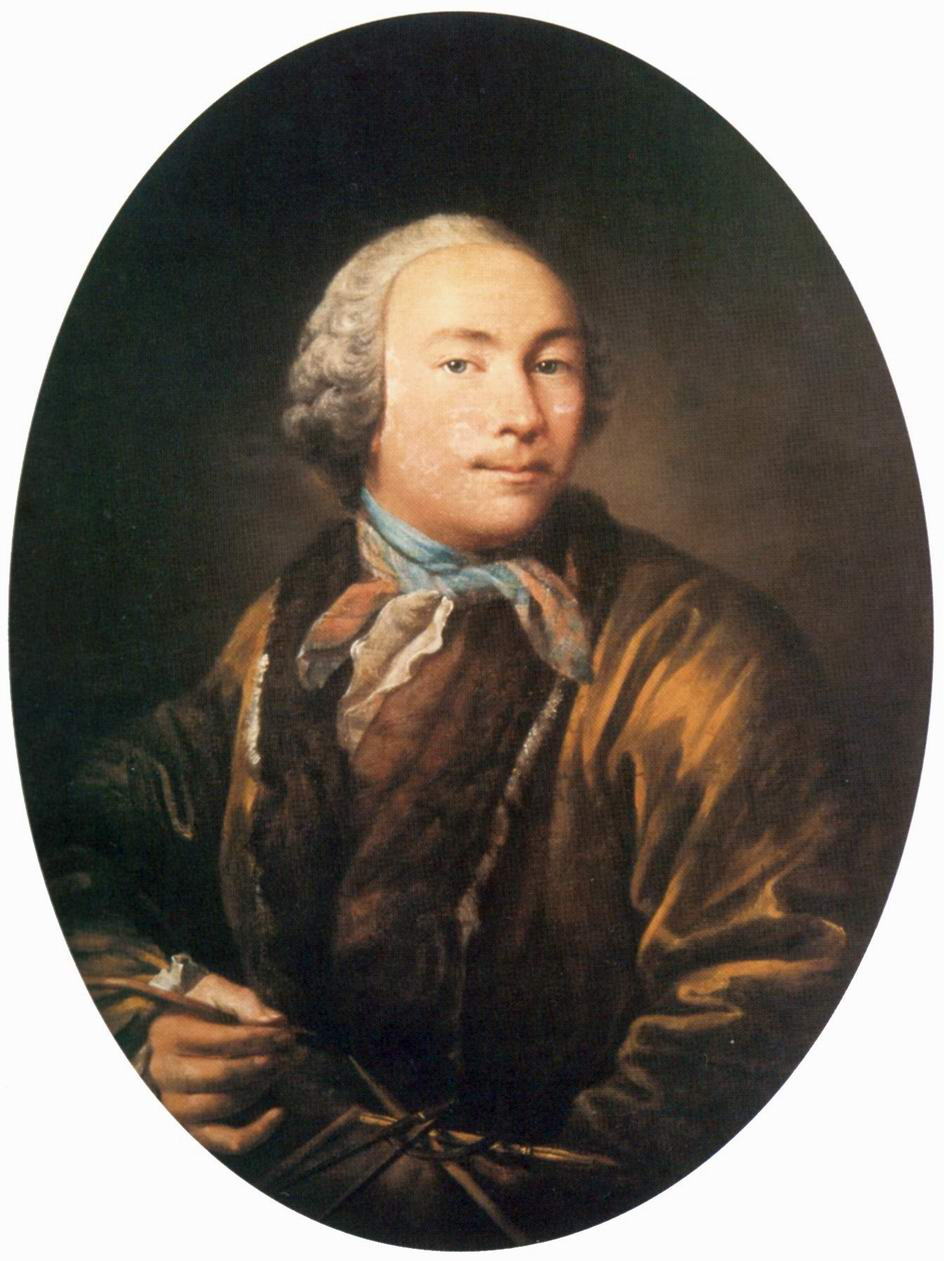
Iwan Petrowitsch Argunow (Selbstporträt)

Iwan Petrowitsch Argunow (russisch Ива́н Петро́вич Аргуно́в; * 1729; † 1802 in Moskau) war ein russischer Maler und Porträtist.

## Leben
Iwan Argunow wurde in eine Leibeigenen-Familie geboren, die dem russischen Reichskanzler Fürst Alexei Tscherkasski gehörte und dann als Teil der Aussteuer seiner Tochter Fürstin Warwara Alexejewna Tscherkasski bei ihrer Heirat mit Graf Pjotr Scheremetew an diesen überging. Argunow wuchs in der Familie seines Onkels Semjon Michailowitsch Argunow auf, der Diener der Fürstin Warwara Tscherkasski und dann Haushofmeister Graf Pjotr Scheremetews war. Viele Jahre lang leitete er den Betrieb des Scheremetew-Hauses in der Millionnaja-Straße in St. Petersburg, in dem Iwan Argunow aufwuchs.
1746–1749 studierte Iwan Argunow Malerei bei dem deutschen Maler Georg Christoph Grooth, der in den Diensten der Kaiserin Elisabeth stand und unter dessen Leitung Argunow Ikonen für das Kloster Neu-Jerusalem in Istra (1749) und die Hofkirche in Zarskoje Selo schuf (1753). Auch nahm er Unterricht bei seinen Vettern Fjodor Leontjevich Argunow (1716–1754) und Fjodor Semjonowitsch Argunow (1732–1768), die als Maler in den kaiserlichen Residenzen in St. Petersburg arbeiteten. Das frühe Werk Die sterbende Kleopatra (1750) malte Argunow im akademischen Rokoko-Stil. Seine ersten bekannten Porträts malte er 1752 und 1754 entsprechend der russischen Tradition mit Einflüssen des Barock.
Argunow arbeitete in Moskau, St. Petersburg und auf den Scheremetew-Landsitzen Kuskowo und Ostankino. Er schuf eine lange Reihe exzellenter Porträts des St. Petersburger Hochadels, insbesondere der Tolstois, der Lasarews und der Scheremetews. Er idealisierte dabei nicht das Aussehen einer Person, so dass er auch schielende Augen oder Aufgedunsenheit wiedergab. 1762 bekam er den Auftrag, die Kaiserin Katharina II. zu porträtieren. Einen besonderen Platz in seinem Werk nehmen die Kinder- und Jugendporträts ein, bei denen er in beeindruckender Weise die altersmäßigen und psychologischen Besonderheiten deutlich machte. Besonders zärtlich und weich gestaltete er die Kalmückin Annuschka. Sein Meisterwerk Porträt einer Unbekannten in Bauernkleidung entstand 1784. Es stellt vermutlich eine leibeigene Amme dar.
Neben seiner Malkunst zeigte Argunow auch ein pädagogisches Talent. Auf Befehl Kaiserin Elisabeths gingen „zum Studium der Kunst“ die Hofsänger nach dem Stimmwechsel in seine Lehre: Anton Lossenko wurde Maler und Direktor der Kunstakademie, Kirill Golowatschewski wurde Maler und Inspektor der Kunsthochschule der Akademie, und Iwan Sablukow wurde Maler und Akademiemitglied, während Fjodor Rokotow freischaffender Porträtmaler wurde. Auch bildete er seine eigenen Söhne aus: Pawel wurde Architekt, und Jakow (1784–1830) und Nikolai wurden Maler.
1770 wurde Argunow Haushofmeister zunächst des Scheremetew-Hauses in der St. Petersburger Millionnaja-Straße und später des Moskauer Schermetew-Hauses. Dazu war er Mitglied des Leibeigenen-Kollegiums für die Verwaltung der Scheremetew-Landgüter. Ab 1788 malte Argunow nicht mehr und widmete sich nur noch der Verwaltung des Moskauer Scheremetew-Hauses. Auch war er am Bau des Schlosstheaters Ostankino beteiligt.